# Eirenis africanus
Espèce
Synonymes
- Contia africana Boulenger, 1914
- Eirenis africana (Boulenger, 1914)

Eirenis africanus est une espèce de serpents de la famille des Colubridae.

## Répartition
Cette espèce se rencontre à Djibouti, en Érythrée et dans le nord-est du Soudan.
Sa présence est probable dans le nord-ouest de la Somalie.

## Description
Dans sa description Boulenger indique que le spécimen en sa possession mesure 40 cm dont 10 cm pour la queue. Son dos est brun gris avec des taches brun foncé dont les plus larges d'entre elles forment deux séries alternées dans la partie antérieure du dos. Un large anneau brun foncé, finement interrompu en son milieu, marque la nuque.

## Étymologie
Son nom d'espèce, africanus, lui a été donné en référence au lieu de sa découverte. En effet, cette espèce, classée à l'origine dans le genre Contia, était apparemment la seule de ce genre à être présente en Afrique.  

## Publication originale
- Boulenger, 1914 : Descriptions of new species of snakes in the collection of the British Museum. Annals and magazine of natural history, sér. 8, vol. 14, p. 482-485 (texte intégral).